# Polisens grader i Spanien
Polisens grader i Spanien ger en översikt och jämförelse mellan de nationella och regionala poliskårernas tjänstegrader och gradbeteckningar. Dessutom visas tjänstegrader och gradbeteckningar i kommunala poliskårer och tidigare nationella poliskårer.

## Tjänstestrukturer
Cuerpo Nacional de Policía (CNP), Spaniens nationella civila poliskår, hade före 2014 en mycket platt tjänstestruktur, vilket betydde att överordnad och underordnad chef kunde ha samma tjänstegrad. Vid sidan av gradbeteckningarna fanns det dock också befattningstecken för biträdande generaldirektörer, generalkommissarier och regionala polischefer. Sedan 2014 har dock ett nytt tjänstegradssystem införts med särskilda gradbeteckningar för de högre polischeferna.Guardia Civil, den paramilitära poliskåren, har däremot en militär tjänstestruktur med många tjänstegrader. Ertzaintza, Baskiens regionala poliskår, Mossos d'esquadra, Kataloniens regionala poliskår och Policía foral, Navarras regionala poliskår, har tjänstestrukturer som påminner om den nationella civila polisens.

## Gradbeteckningar vid Policía Foral de Navarra

## Tjänstegrader i jämförelse
| Nr  | CNP före 2014       | Guardia Civil                                                   | Ertzaintza            | Mossos d'esquadra | Policía Foral de Navarra | Svensk motsvarighet        |
| --- | ------------------- | --------------------------------------------------------------- | --------------------- | ----------------- | ------------------------ | -------------------------- |
| 1.  | Comisario Principal | General de División General de Brigada Coronel Teniente Coronel | Super- intendentea    | Major             | Foruzaingoko Burua       | Polismästare och högre     |
| 2.  | Comisario           | -                                                               | -                     | Comissari         | Komisario Nagusia        | Polisintendent             |
| 3.  | Inspector Jefe      | Comandante                                                      | Intendentea           | Intendent         | Komisarioa               | Polisintendent             |
| 4.1 | Inspector           | Capitán                                                         | -                     | -                 | -                        | Polissekreterare           |
| 4.2 | -                   | Teniente                                                        | -                     | -                 | -                        | Polissekreterare           |
| 4.4 | -                   | Alférez                                                         | -                     | -                 | -                        | Polissekreterare           |
| 5.1 | -                   | Suboficial Mayor                                                | Komisarioa            | Inspector         | Inspektorea              | Poliskommissarie           |
| 5.2 | Subinspector        | Subteniente Brigada Sargento Primero Sargento                   | Azpi- komisarioa      | Sotsinspector     | Inspektoreordea          | Polisinspektör (gruppchef) |
| 5.3 | -                   | -                                                               | -                     | Sergent           | -                        | Polisinspektör (gruppchef) |
| 6.1 | Oficial de Policía  | Cabo Mayor                                                      | Ofiziala              | -                 | Kaporala                 | Polisinspektör             |
| 6.2 | -                   | Cabo Primero                                                    | Azpiofiziala          | Caporal           | -                        | Polisinspektör             |
| 6.3 | -                   | Cabo                                                            | -                     | -                 | -                        | Polisinspektör             |
| 7.1 | -                   | Guardia Civil Primera                                           | Lehen mailako agentea |                   | -                        | Polisassistent             |
| 7.2 | Policía             | Guardia Civil                                                   | Agentea               | Mosso             | Agentea                  | Polisassistent             |

## CNP:s tjänstegrader sedan 2014
|                                |                     |                                    |               |                     |           |                |           |              |                    |         |
| Director Adjunto Operativo DAO | Subdirector General | Comisario General/Jefe de División | Jefe Superior | Comisario Principal | Comisario | Inspector Jefe | Inspector | Subinspector | Oficial de Policía | Policía |
|                                |                     |                                    |               |                     |           |                |           |              |                    |         |

## Madridpolisens tjänstegrader
Madridpolisen är en kommunal poliskår som verkas vid sidan av de nationella poliskårerna.
| Escalas y Categorías | Polischefer | Polischefer  | Polischefer | Polischefer | Polismän | Polismän | Polismän | Polismän |  |
| -------------------- | ----------- | ------------ | ----------- | ----------- | -------- | -------- | -------- | -------- |  |
| Madrid               |             |              |             |             |          |          |          |          |  |
| Inspector Jefe       | Inspector   | Subinspector | Oficial     | Suboficial  | Sargento | Cabo     | Policía  |          |  |
|                      |             |              |             |             |          |          |          |          |  |

## Tjänstegrader i tidigare poliskårer

### Guardia de Asalto
Guardia de Asalto var verksam 1932-1939. Den tog ställning för Republiken under det spanska inbördeskriget och upplöstes efter nationalisternas seger.

#### Före inbördeskriget
| España | Coronel | Teniente Coronel | Comandante | Capitán | Teniente | Alférez |
| España | Coronel | Teniente Coronel | Comandae   | Capitán | Teniente | Alférez |

| España      |             |         |                  |          |      |                 |         |
| Subteniente | Subayudante | Brigada | Sargento Primero | Sargento | Cabo | Guardia Primero | Guardia |

#### Under inbördeskriget
| España | Coronel | Teniente Coronel | Comandante | Capitán | Teniente | Alférez |
| España | Coronel | Teniente Coronel | Comandante | Capitán | Teniente | Alférez |

| España  |          |      |         |
| Brigada | Sargento | Cabo | Guardia |

### Cuerpo de Policía Armada
Cuerpo de Policía Armada var verksam 1939-1978, då den uppgick i Cuerpo de Policía Nacional.
|                     | General de División | General de Brigada | Coronel          | Teniente Coronel | Comandante | Capitán  | Teniente | Alférez |
| General de División | General de Brigada  | Coronel            | Teniente Coronel | Comandante       | Capitán    | Teniente | Alférez  |         |

|             |             |         |         |                  |                  |          |          |              |              |      |      |                    |                    |         |         |  |
| Subteniente | Subteniente | Brigada | Brigada | Sargento Primero | Sargento Primero | Sargento | Sargento | Cabo Primero | Cabo Primero | Cabo | Cabo | Policía de Primera | Policía de Primera | Policía | Policía |  |

### Cuerpo General de Policía
Cuerpo General de Policía var verksam 1941-1978, då den uppgick i Cuerpo Superior de Policía.
|                     |                   |                 |                 |                                 |  |  |  |  |  |
| Comisario Principal | Comisario General | Comisario de 1ª | Comisario de 2ª | Comisario de 3ª/ Inspector Jefe |  |  |  |  |  |
|                     |                   |                 |                 |                                 |  |  |  |  |  |

| España          |                 |                 |                            |                            |                            |  |  |  |  |
| Inspector de 1ª | Inspector de 2ª | Inspector de 3ª | Subinspector/ Agente de 1ª | Subinspector/ Agente de 2ª | Subinspector/ Agente de 3ª |  |  |  |  |
|                 |                 |                 |                            |                            |                            |  |  |  |  |

### Cuerpo de Policía Nacional
Cuerpo de Policía Nacional var verksam 1978-1986, då den ersattes av Cuerpo Nacional de Policía.
| España | General de División | General de Brigada | Coronel | Teniente Coronel | Comandante | Capitán | Teniente | Alférez |
| España | General de División | General de Brigada | Coronel | Teniente Coronel | Comandante | Capitán | Teniente | Alférez |

| España      |             |         |         |                  |                  |          |          |              |              |      |      |                    |                    |         |         |
| Subteniente | Subteniente | Brigada | Brigada | Sargento Primero | Sargento Primero | Sargento | Sargento | Cabo Primero | Cabo Primero | Cabo | Cabo | Policía de Primera | Policía de Primera | Policía | Policía |

### Cuerpo Superior de Policía
Cuerpo Superior de Policía var verksam 1978-1986, då den ersattes av Cuerpo Nacional de Policía.
| España              |           |  |  |  |  |  |  |  |  |
| Comisario Principal | Comisario |  |  |  |  |  |  |  |  |
|                     |           |  |  |  |  |  |  |  |  |

| España       |                 |                 |                 |  |  |  |  |  |  |
| Subcomisario | Inspector de 1ª | Inspector de 2ª | Inspector de 3ª |  |  |  |  |  |  |
|              |                 |                 |                 |  |  |  |  |  |  |

## Uniformer

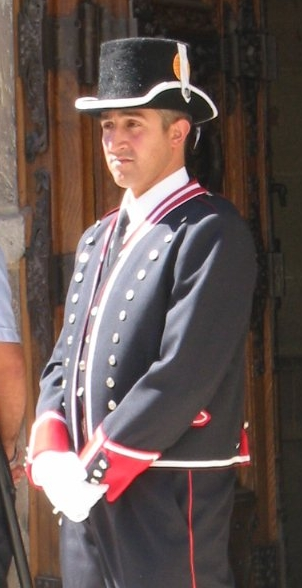
Paraduniform för Mossos d'Esquadra.
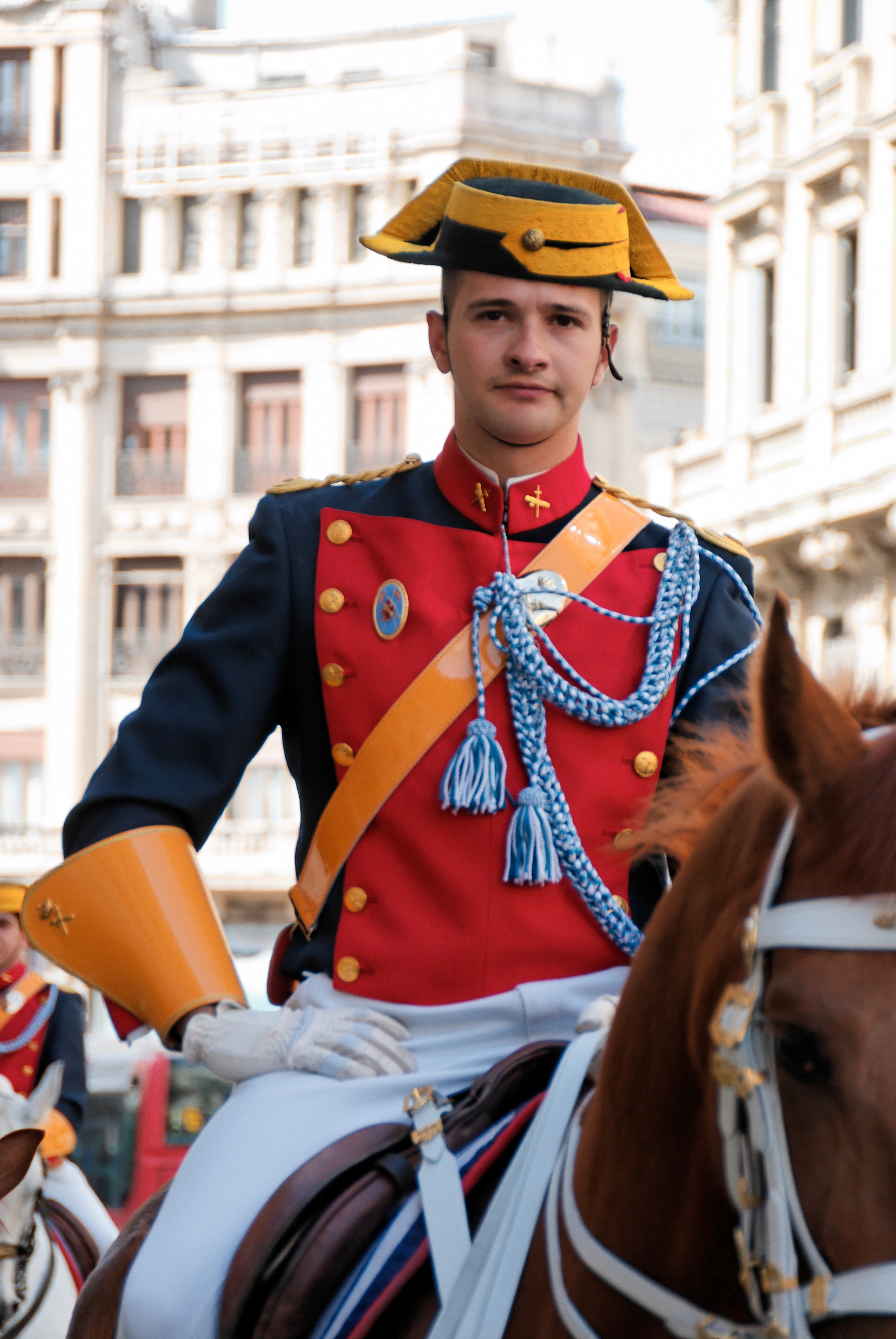
Paraduniform för Guardia Civil.
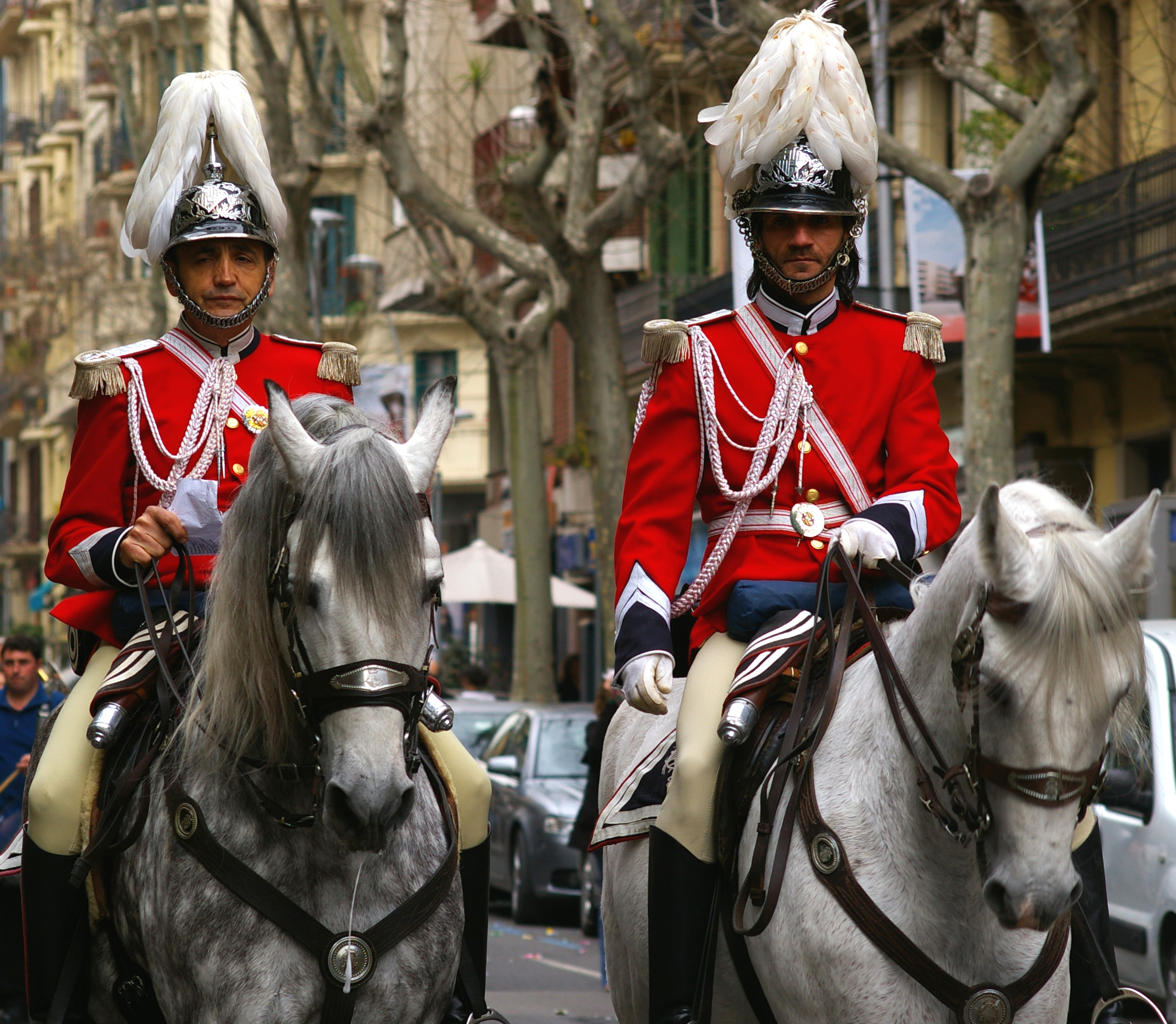
Paraduniform för den kommunala polisen i Barcelona.
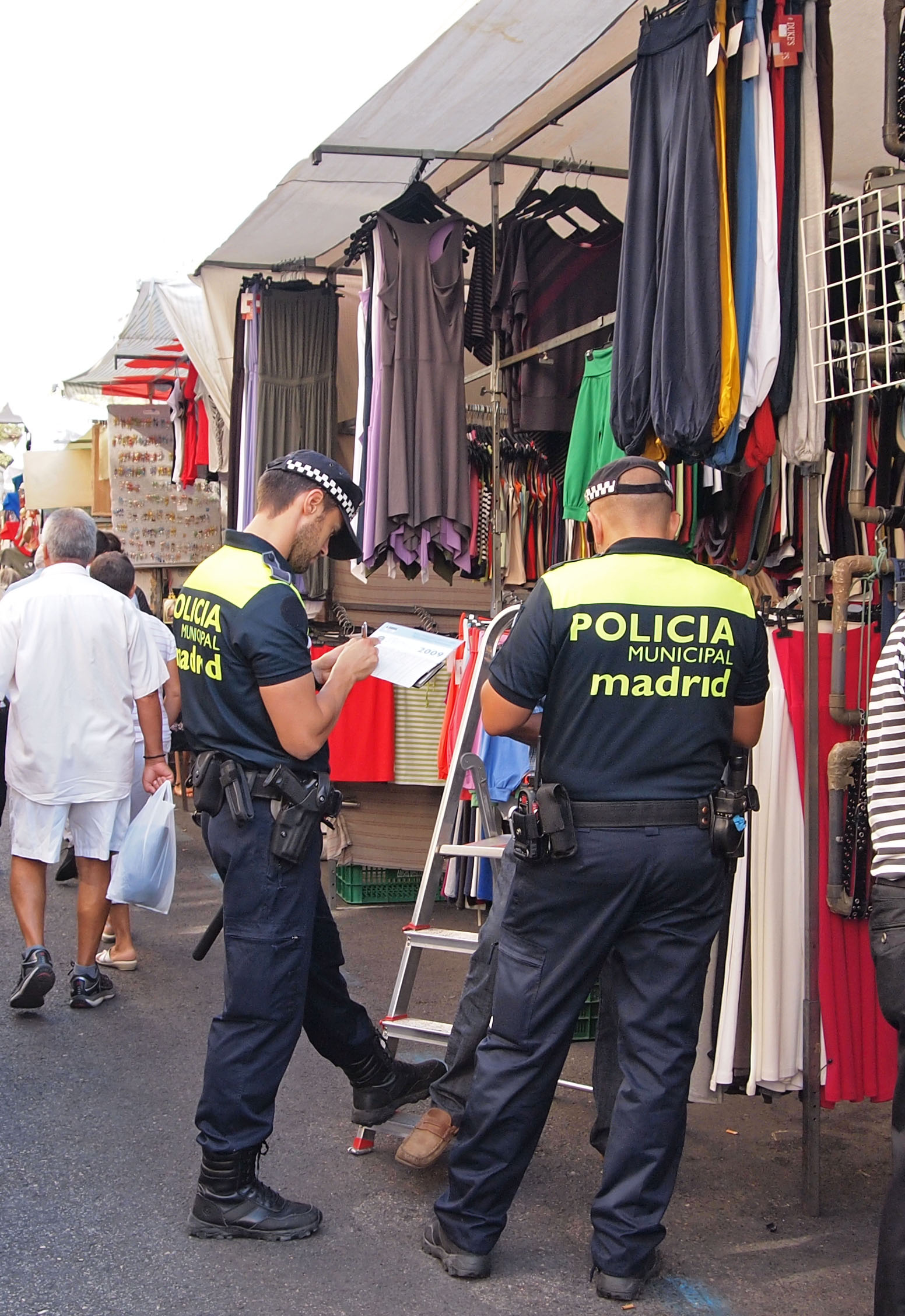
Arbetsdräkt för den kommunala polisen i Madrid.
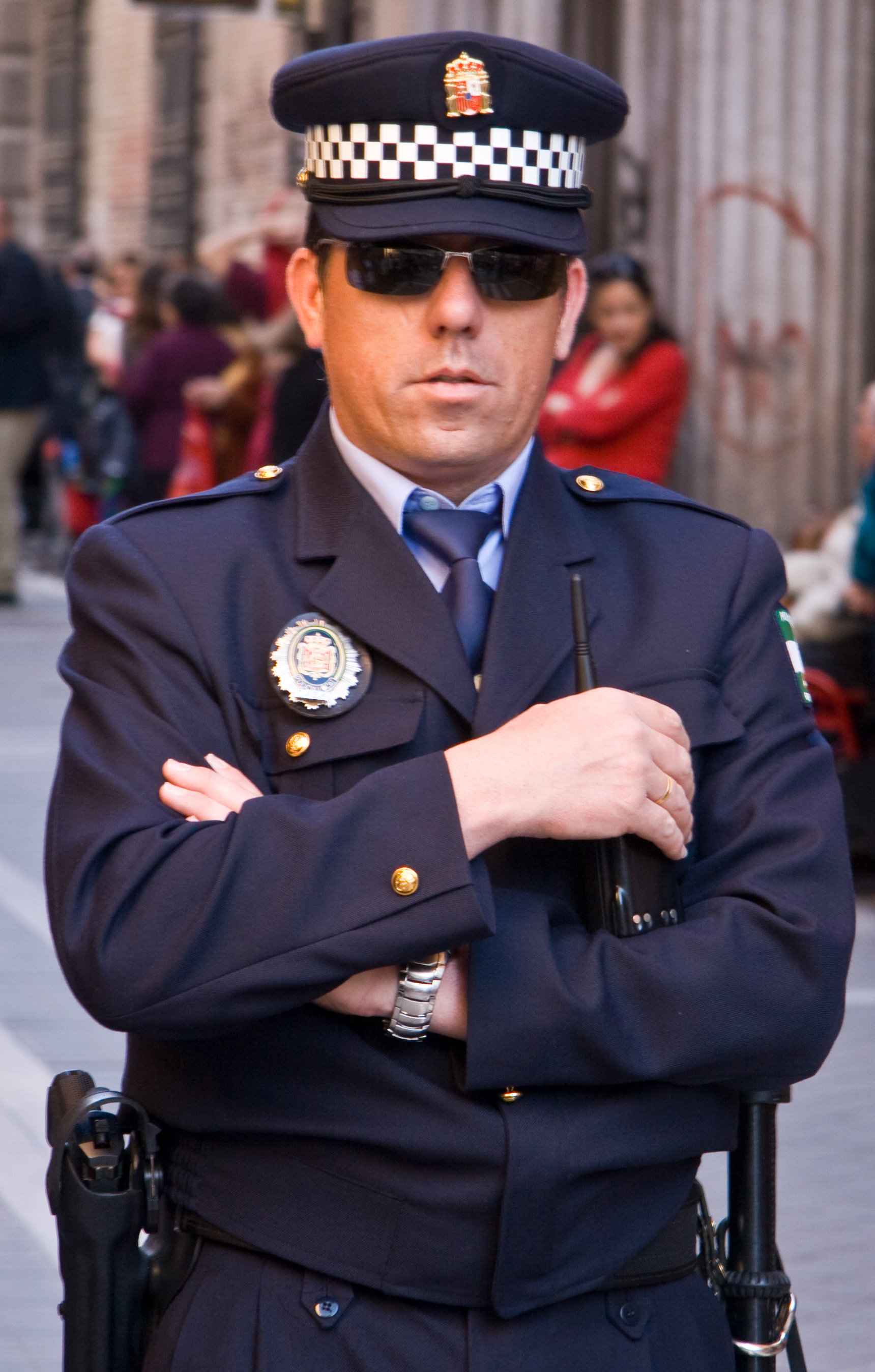
Kommunal polis i Granada.
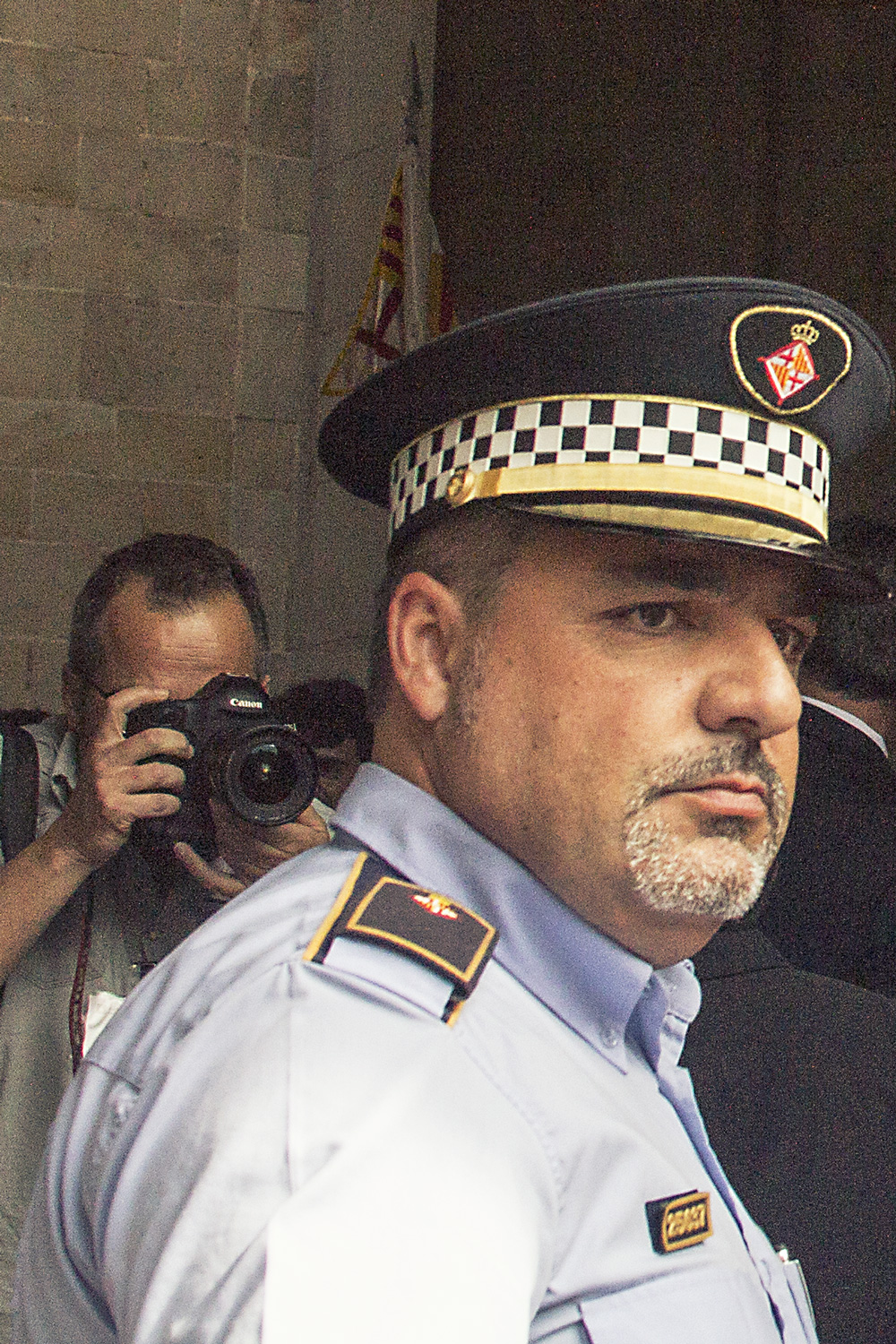
Kommunal polis i Barcelona.
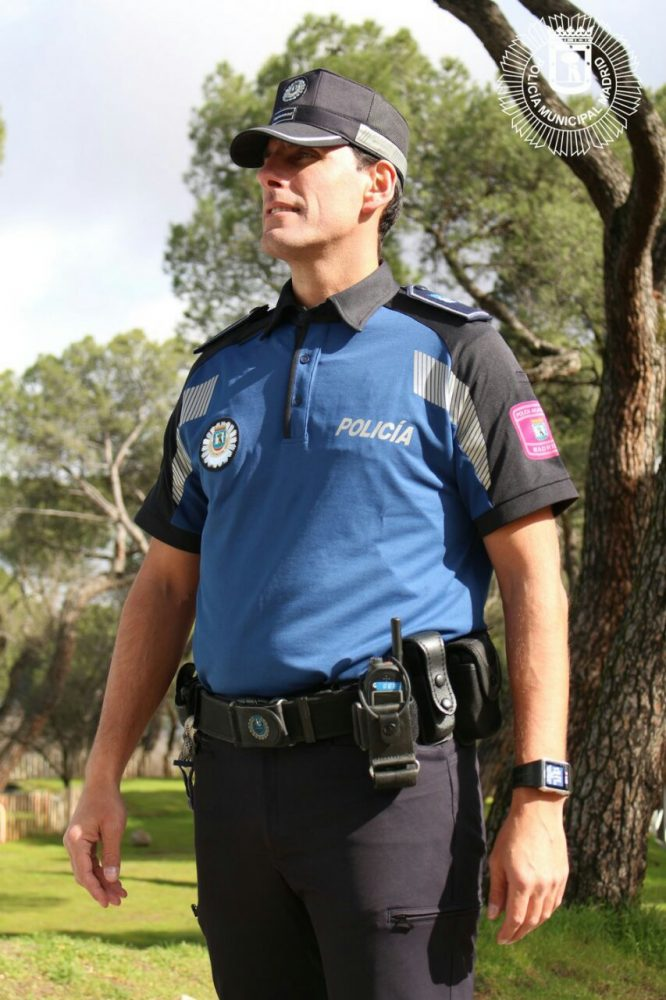
Kommunal polis i Madrid.
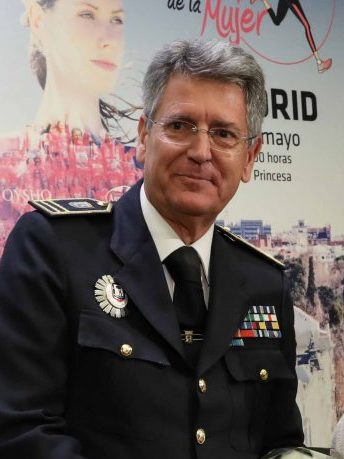
Högre befäl vid den kommunala polisen i Madrid.